# Gonystylus bancanus

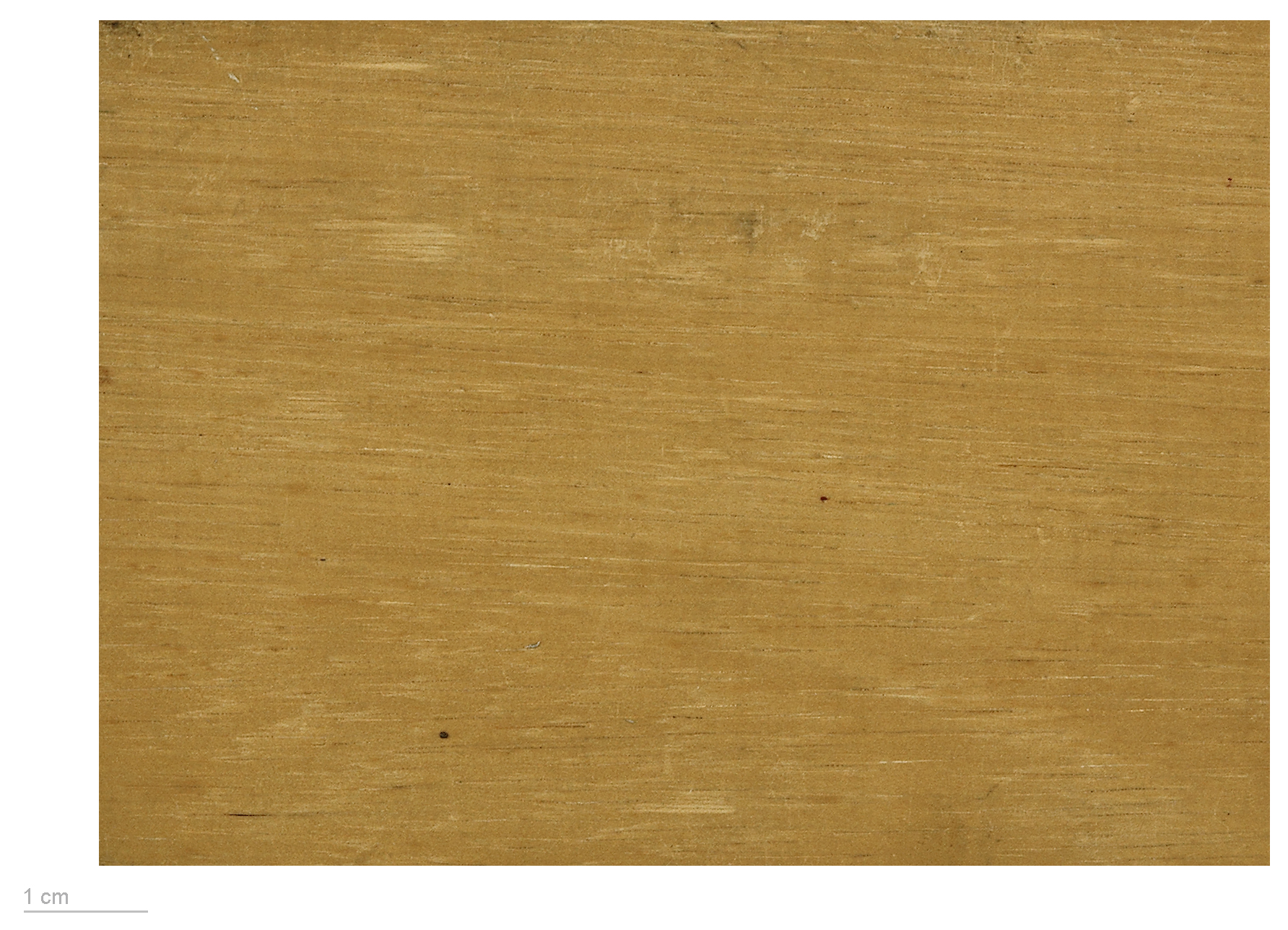
Gonystylus spp.

Gonystylus bancanus là một loài thực vật thuộc họ Thymelaeaceae. Loài này có ở Brunei, Indonesia, và Malaysia, ở đó nó is locally được gọi là Ramin. Chúng hiện đang bị đe dọa vì mất môi trường sống.